# Omphisa anastomosalis
Omphisa anastomosalis är en fjärilsart som beskrevs av Achille Guenée 1854. Omphisa anastomosalis ingår i släktet Omphisa och familjen Crambidae. Inga underarter finns listade i Catalogue of Life.